# Rutherford, Kalifornien
Rutherford är en ort i Napa County i delstaten Kalifornien, USA.